# Банк Восточной Республики Уругвай

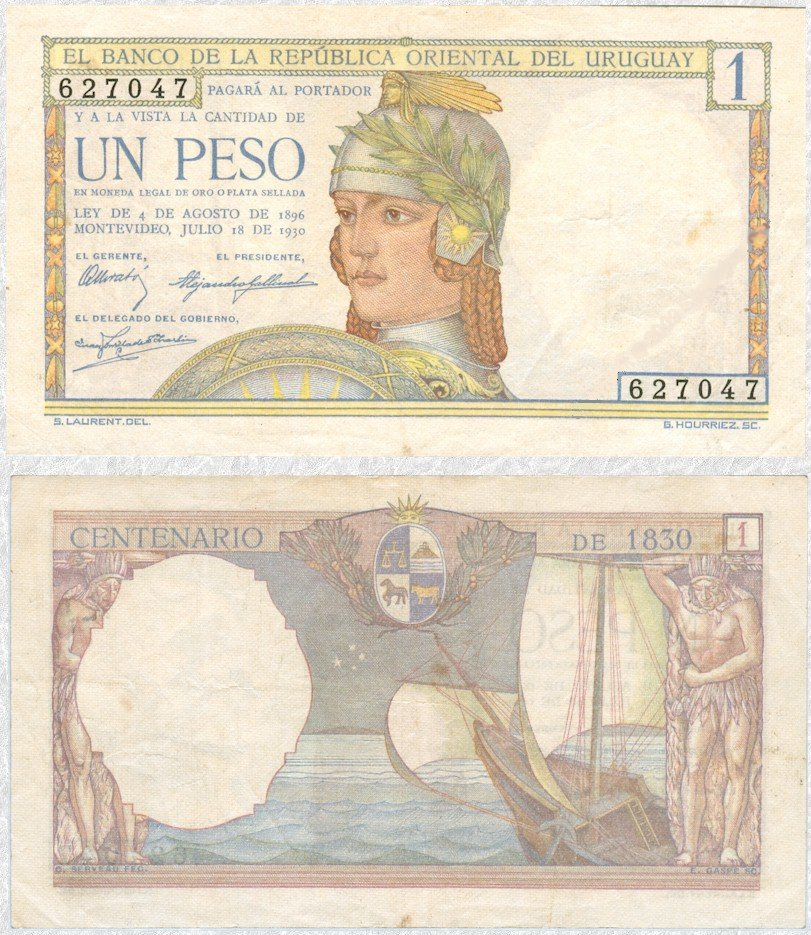
Памятная банкнота в 1 песо, выпущенная Банком Восточной Республики Уругвай в 1930 году

Банк Восточной Республики Уругвай (БВРУ) (исп. Banco de la República Oriental del Uruguay), также известен просто как Банк Республики (исп. Banco República) — крупнейший банк Уругвая. С 1896 по 1967 год выполнял функции центрального банка страны.

## История
Первым уругвайским банком стал Национальный банк, основанный 23 июня 1862 года. В 1887 году Национальный банк начал выпуск банкнот. До 1896 года банкноты выпускались также частными банками (Коммерческий банк, Английский банк Рио-де-Ла-Плата, Итальянский банк, Итало-Восточный банк, Восточный банк, Банк Сальто и др.) и правительством.
24 августа 1896 года учреждён Банк Восточной Республики Уругвай, получивший исключительное право эмиссии. В 1967 году был основан Центральный банк Уругвая, которому переданы функции центрального банка.
В 1970—1980-е годы, в период диктатуры, БВРУ пришлось столкнуться со множеством проблем, в том числе с истощением золотовалютных запасов. С 1985 года в Уругвае начались демократические реформы и БВРУ стал важным инструментом для стабилизации экономической ситуации. Жёсткий экономический кризис, ударивший по странам Латинской Америки и в частности по Уругваю в 2002 году, сильно ударил по всем банкам Уругвая, однако БВРУ на 100 % выполнил свои обязательства перед вкладчиками. Начиная с 2007 года международные эксперты стали признавать именно БВРУ лучшим банком Уругвая, называя его образцом для подражания для других банков в регионе. На данный момент у Банка Восточной Республики Уругвай действуют 115 филиалов в стране и 3 отделения за рубежом.